# Contea di Jing (Hebei)
La contea di Jing (景县S, Jǐng XiànP) è una contea della Cina, situata nella provincia di Hebei e amministrata dalla prefettura di Hengshui.